# Ла-Конкордия (Чьяпас)
Ла-Конкордия (исп. La Concordia) — посёлок в Мексике, штат Чьяпас, входит в состав одноимённого муниципалитета и является его административным центром. Численность населения, по данным переписи 2020 года, составила 8389 человек.

## Общие сведения
Название La Concordia с испанского языка можно перевести как — согласие, взаимопонимание.
Посёлок был основан 14 февраля 1849 года на землях бывшей асьенды Сан-Педро-де-лас-Салинас, по распоряжению губернатора Фернандо Николаса Мальдонадо.
В 1971 году начинается строительство водохранилища Ангостура, для запуска гидроэлектростанции имени Белисарио Домингеса. Ла-Конкордия попадает в зону затопления, поэтому к 1974 году его перемещают на более высокое место, перевозя все жилые постройки.